# Abraham-Louis Breguet
Abraham-Louis Breguet, född 10 januari 1747 i Neuchâtel, död 17 september 1823, var en schweizisk urmakare. Han var farfar till Louis Breguet den äldre.
Breguet upprättade en verkstad i Paris för tillverkning av kronometrar och liknande instrument, och gjorde flera viktiga uppfinningar inom urmakeriet, bland annat dubbla astronomiska ur och dubbla kronometrar. Han fick snabbt stor ryktbarhet för sina ur. Ludvig XVI och Napoleon Bonaparte var två av kunderna.